# 川原隆造
川原 隆造（かわはら りゅうぞう、1939年 - 2007年）は日本の医学者、精神科医。鳥取大学名誉教授。鳥取大学病院に内観療法室を設け、内観療法による治療とその研究に実績を上げた。また、日本内観医学会、国際内観療法学会の設立に尽力した。

## 経歴
- 1939年 鹿児島県内之浦町岸良（きしら）で学校教師の子として生まれる。
- 1966年 鳥取大学医学部卒業、鳥取大学精神神経科入局。
  - 仁厚会倉吉病院、松江赤十字病院、島根県立中央病院、国立浜田病院（現国立病院機構浜田医療センター）勤務。
- 1978年 鳥取大学医学部講師（神経精神医学教室）。
- 1980年-1982年　アメリカ、ヴェーラー医科大学睡眠障害研究所、カナダ、ブリティッシュコロンビア大学に留学。
- 1984年 鳥取大学医学部精神神経科助教授。
- 1994年 鳥取大学医学部精神科・心療内科教授。
- 1998年 日本内観医学会設立。
- 2000年 日本内観医学会理事長。
- 2003年 国際内観療法学会設立。
- 2005年 鳥取大学定年退職。鳥取大学名誉教授の称号を受ける。
- 同年、鹿児島県鹿屋市で緑が丘心療内科を開設（没後閉院）。
- 2007年 没。

## 著書
- （共著）「臨床脳波アトラス」医学書院、1974年
- （共著）「脳波の読み方」南江堂、1987年
- （共著）「心の環境健康科学」放送大学教育振興会、1991年
- （共著）「てんかんの神経機構」世界保健通信社、1993年
- （共著）「睡眠と睡眠障害」朝倉書店、1994年
- 「内観療法」新興医学出版、1996年
- （編著）「内観療法の臨床―理論とその応用」新興医学出版、1998年
- （共編著）「心理療法の本質―内観療法を考える」日本評論社、1999年
- （共著）「現代病としての睡眠障害」日本評論社、2000年
- （共訳）「子どものためのアニマルセラピー」日本評論社、2002年
- （共編著）「東洋思想と精神療法―東西精神文化の邂逅」日本評論社、2004年
- （共編著）「記憶と精神療法―内観療法と回想法」新興医学出版、2004年